# 尼玛扎西 (青稞育种专家)
尼玛扎西（藏語：ཉི་མ་བཀྲ་ཤིས་，威利转写：nyi ma bkra shis；1966年4月—2020年9月5日），男，藏族，西藏扎囊人。中国青稞育种专家，西藏自治区农牧科学院党委副书记、院长，中国科学技术协会常务委员。是政协第十三届全国委员会委员。

## 生平
尼玛扎西出生于西藏山南地区的普通农民家庭。1986年7月参加工作，1995年7月加入中国共产党。
1985年毕业于西北农业大学农学系，后被选送到北京中国农业科学院研究生院进修一年。1992年7月，前往加拿大萨斯喀彻温大学进修深造。1995年，考取中国科学院的研究生。1999年，获得博士学位。
尼玛扎西在阿里出差途中发生车祸，经抢救无效，于2020年9月5日17时57分在阿里逝世，终年55岁。